# Украинский научно-исследовательский институт промышленной медицины
Украинский научно-исследовательский институт промышленной медицины (УкрНИИпроммед) — государственная медицинская научная организация в городе Кривой Рог, существовавшая с 1955 по 2024 годы.

## История
Основан в 1955 году, согласно распоряжению № 1593-р Совета Министров СССР от 5 февраля 1955 года, распоряжению № 292-р Совета Министров УССР от 18 марта 1955 года, приказу Министра здравоохранения от 21 марта 1955 года, как Криворожский филиал Харьковского научно-исследовательского института гигиены труда и профессиональных заболеваний.
В 1956 году, согласно распоряжению № 1039-р Совета Министров СССР от 13 октября 1956 года, приказом по Министерству здравоохранения СССР № 481 от 22 октября 1956 года, Криворожский филиал реорганизован в Криворожский научно-исследовательский институт гигиены труда и профзаболеваний.
На 1969 год в структуре института было 10 лабораторий. На 1979 год — 4 отдела (в том числе клинический на 2 отделения) и 7 лабораторий.
В 1996 году Криворожский НИИ гигиены труда и профзаболеваний стал главным учреждением Министерства охраны здоровья Украины. 
14 марта 2024 года Украинский научно-исследовательский институт промышленной медицины реорганизован путём присоединения к Национальному университету охраны здоровья Украины имени П. Л. Шупика. На его базе создано отдельное подразделение «Научно-практический медицинский центр профессионального здоровья Национального университета охраны здоровья Украины имени П. Л. Шупика».

## Характеристика
Государственный научно-исследовательский институт в структуре Министерства здравоохранения УССР, затем Министерства здравоохранения Украины.
Институт проводил научные исследования по изучению влияния физико-химических и биологических производственных процессов, окружающей среды на здоровье человека и способы его защиты. Комплексное изучение и лечение профзаболеваний работников металлургической и горнодобывающей промышленности.
При институте действовали научная библиотека, клиника профессиональных заболеваний (на 200 койко-мест).

### Директора
- Стеженская, Елена Ивановна (1955—1960);
- Шумаков Александр Григорьевич (1960—1966);
- Шевченко Андрей Моисеевич (1966—1972);
- Макаренко Николай Александрович (1972—1989);
- Карнаух, Николай Гаврилович (1989 — декабрь 2011);
- Ковальчук Тамара Антоновна (декабрь 2011 — март 2024);
- Варивончик Денис Витальевич (март — июнь 2024).